# Ячиновский, Станислав Станиславович
Станислав Станиславович Ячиновский (1856—1920) — адвокат, помещик, депутат Государственной думы Российской империи II созыва от Гродненской губернии.

## Биография
По национальности поляк, дворянского происхождения. Родился в семье Станислава Ячиновского и Марии урождённой Рот в имении Ячевичи (или Янцевичи). Выпускник юридического факультета Варшавского университета, по другим сведениям окончил Санкт-Петербургский университет. Некоторое время служил в Санкт-Петербургском суде, что давало возможность быстрее получить право на самостоятельную адвокатскую практику.  Был присяжным поверенным. К моменту избрания в Думу стаж адвокатской практики насчитывал 25 лет.  Владел землями в Брестском уезде Гродненской губернии площадью 400 десятин. По другим сведениям владения были существенно обширней, Ячиновский был хозяином нескольких имений в Гродненской губернии: Янцевичи (Jancewicze, сейчас на территории Польши) площадью 850 гектаров, Вежховицы (Wierzchowice, ныне Верховичи), Копылы (Kopyły), Каролин (Karolin) (все три ныне на территории Беларуси). По словам дочери, имущество Ячиновского оценивалось в 500-600 тысяч рублей, что делало его одним из богатейших людей Гродненской губернии. В момент выборов в Думу оставался беспартийным. 
6  февраля 1907 года избран в Государственную думу Российской империи II созыва от общего состава выборщиков Гродненского губернского избирательного собрания. Вошёл в состав Польского коло. Состоял в думских комиссиях об отмене военно-полевых судов, по запросам, о преобразовании местного суда.
Весной 1915 года семья эвакуировалась из Верховичей в Харьков. В июле 1916 находился в Санкт-Петербурге.
Детали дальнейшей судьбы неизвестны. 
Скончался в 1920 году.

## Семья
- Жена — Мария Владиславовна урождённая Бортковская[5]
  - Дочь — Хелена (3.08.1893, Санкт-Петербург — 14.04.1980, Краков) в 1912 году вышла замуж за кузена Константина Рота (Roth)[5], автор мемуаров[6]
  - Сын — Ромуальд[5]

### Рекомендованные источники
- H. z Jaczynowskich  Roth, Czasy miejsca ludzie, wspomnienia z kresów wschodnich, Kraków 2009.

### Архивы
- Российский государственный исторический архив. Фонд 1278. Опись 1 (2-й созыв). Дело 520; Дело 591. Лист 28.